# Saint-Nicolas-de-Sommaire
Saint-Nicolas-de-Sommaire település Franciaországban, Orne megyében. Lakosainak száma 266 fő (2022. január 1.). Saint-Nicolas-de-Sommaire Juignettes, Saint-Antonin-de-Sommaire, Saint-Martin-d’Écublei, Saint-Sulpice-sur-Risle, Saint-Symphorien-des-Bruyères és La Ferté-en-Ouche községekkel határos.

## Népesség
A település népessége az elmúlt években az alábbi módon változott:
| Lakosok száma | 263  | 263  | 271  | 270  | 274  | 272  | 272  | 270  | 266  |
|               | 2013 | 2015 | 2016 | 2017 | 2018 | 2019 | 2020 | 2021 | 2022 |